# 2038
Het jaar 2038 is een jaartal in de 21e eeuw volgens de christelijke jaartelling.

## Gebeurtenissen
- Op 19 januari om 3:14:08 zijn er 231 (2 147 483 648) seconden voorbij sinds de UNIX Epoch, 1 januari 1970. Als de systeemklok van UNIX-systemen dan nog steeds 32 bits gebruikt voor het bijhouden van de timestamp, zal deze klok overlopen naar 13 december 1901 en zullen veel machines die op tijd werken crashen, een vergelijkbare situatie ontstaan als bij de millenniumbug.[bron?]
- Pasen valt dit jaar voor het eerst sinds 1943 weer op de laatst mogelijke datum: 25 april.